# Calcio Portogruaro-Summaga 2004-2005
Questa voce raccoglie le informazioni riguardanti il Calcio Portogruaro-Summaga nelle competizioni ufficiali della stagione 2004-2005.

## Rosa
| N. |                   | Ruolo | Calciatore              |
| -- | ----------------- | ----- | ----------------------- |
|    | Italia (bandiera) | D     | Nicola Artusi           |
|    | Italia (bandiera) | A     | Francesco Cester        |
|    | Italia (bandiera) | D     | Davide Chittaro         |
|    | Italia (bandiera) | C     | Stefano Favret          |
|    | Italia (bandiera) | D     | Andrea Franceschinis    |
|    | Italia (bandiera) | C     | Massimo Gardin          |
|    | Italia (bandiera) | C     | Alessio Maccagnan       |
|    | Italia (bandiera) | C     | Marcelo Aparicio Mateos |
|    | Italia (bandiera) | C     | Daniele Mattielig       |
|    | Italia (bandiera) | C     | Daniele Migliorini      |
|    | Italia (bandiera) | C     | Johnny Modolo Perrelli  |
|    | Italia (bandiera) | A     | Marco Moro              |

| N. |                   | Ruolo | Calciatore        |
| -- | ----------------- | ----- | ----------------- |
|    | Italia (bandiera) | C     | Michael Moro      |
|    | Italia (bandiera) | D     | Matteo Nichele    |
|    | Italia (bandiera) | C     | Stefano Pastrello |
|    | Italia (bandiera) | A     | Marco Piccoli     |
|    | Italia (bandiera) | P     | Marco Piccolo     |
|    | Italia (bandiera) | D     | Luca Pinali       |
|    | Italia (bandiera) | C     | Eros Schiavon     |
|    | Italia (bandiera) | C     | Nicola Stocco     |
|    | Italia (bandiera) | D     | Angelo Torresin   |
|    | Italia (bandiera) | P     | Nicola Visentin   |
|    | Italia (bandiera) | A     | Giovanni Volpato  |
|    | Italia (bandiera) | D     | Alessandro Volpi  |